# 田中陽子 (サッカー選手)
田中 陽子（たなか ようこ、1993年7月30日 - ）は、山口県山口市出身の女子サッカー選手。レノファ山口FCレディース所属。ポジションはミッドフィールダー。

## 来歴

### ユース
山口県山口市小郡出身。地元のジュニアユースクラブであるFCレオーネ（現・レノファ山口FCアカデミー）でサッカーを始める。原川力は小学2年から6年までレオーネで一緒にプレーした幼なじみである。
2006年、山口市立小郡小学校を卒業後、日本サッカー協会が運営する中高一貫教育のエリート選手育成機関JFAアカデミー福島に1期生として入校。

### シニア
2012年にアカデミー卒校後、INAC神戸レオネッサに入団。同年3月15日、日韓女子リーグチャンピオンシップの高陽大教ヌンノピ戦でINACでの公式戦初出場を果たし、同年6月23日、なでしこリーグカップの福岡J・アンクラス戦で公式戦初ゴールを挙げた。
2014年、山口ふるさと大使に就任した。代表でのキャリアを積んだINAC時代であったが、チーム内では定位置をなかなか掴めず、出場機会を減らしていった。
2015年、当時なでしこリーグ2部に所属していたノジマステラ神奈川相模原へ移籍。チームを率いていたのがJFAアカデミー福島と同じくJヴィレッジを拠点としていたTEPCOマリーゼ元監督の菅野将晃だったことと、「攻撃も守備も90分間チーム一丸となって走っている姿を見て、このチームで1部昇格を達成したい」と、チームスタイルに惹かれての移籍であったことを後に明かしている。この年はリーグを2位で終え、同年12月にスペランツァFC大阪高槻とのなでしこリーグ1部、2部入れ替え戦に挑んだが、2戦合計2-2ながらアウェーゴール数で下回り、チームの1部昇格はならなかった。
2016年9月25日の愛媛FCレディース戦で、なでしこリーグ通算100試合出場を達成した。同年10月、なでしこリーグ2部で優勝を果たし、チームの1部昇格に貢献。2017年には第39回皇后杯準優勝にも貢献した。
2019年6月26日、海外でプレーするために同年6月30日付でノジマステラを退団することが発表された。同年7月2日、移籍先がスペイン女子1部・スポルティング・ウエルバであることが明らかにされた。
2021年7月8日、自身の公式Instagramでスポルディング・ウエルバを退団を報告。同年9月1日、ラージョ・バジェカーノ・フェメニーノへの加入が発表された。
2022年7月7日、自身の公式Instagramで1シーズンでのラージョ退団を報告した。
2022年8月1日、韓国WKリーグの仁川現代製鉄レッドエンジェルズへの加入が発表されたされた。ポジションはミッドフィルダー、背番号は25、ユニフォームの名前表記は「요코」（ようこ）。
2024年12月13日、地元山口県からなでしこリーグ昇格を目指すレノファ山口FCレディースへの加入が発表された。なお、同チーム初のプロ契約選手となる。

### 代表
2008年のU-17女子W杯には、岩渕真奈らと共に飛び級となる15歳で選出された。2010年にも同大会に選出され、全試合にスタメン出場。ボランチながらミドルシュートで6試合4ゴールを挙げる活躍を見せ、日本の準優勝に貢献した。
2012年、日本で開催されたU-20女子ワールドカップでは、本来のトップ下、ボランチのほかに、サイドハーフ、サイドバックといった様々なポジションで起用されながらも、全6試合で6ゴール2アシストの活躍を見せ、日本を同大会初の銅メダルへと導いた。中でもグループリーグ・スイス戦では、前半に右足、後半には左足と、左右両足で直接フリーキックを決めた。同大会で挙げた6ゴールは得点ランク2位となりシルバーシューズ賞を受賞した。その活躍から山口市スポーツ特別表彰を受賞した。
2013年、アルガルヴェ・カップ2013に出場するサッカー日本女子代表メンバーに選出され、初のA代表招集となった。同年3月6日のノルウェー戦で、A代表初出場を果たした。しかし、その後2013年以降は代表での出場から遠ざかっている。

## 個人成績

### クラブ
| クラブ                         | シーズン | リーグ                   | 背番号 | リーグ戦 | リーグ戦 | カップ戦 | カップ戦 | リーグ杯 | リーグ杯 | AFC  | AFC  | その他 | その他 | 合計 | 合計 |
| クラブ                         | シーズン | リーグ                   | 背番号 | 出場     | 得点     | 出場     | 得点     | 出場     | 得点     | 出場 | 得点 | 出場   | 得点   | 出場 | 得点 |
| ------------------------------ | -------- | ------------------------ | ------ | -------- | -------- | -------- | -------- | -------- | -------- | ---- | ---- | ------ | ------ | ---- | ---- |
| JFAアカデミー福島              | 2008     | —                        | 19     | —        | —        | 1        | 0        | —        | —        | —    | —    | —      | —      | 1    | 0    |
| JFAアカデミー福島              | 2009     | —                        | 19     | —        | —        | 1        | 0        | —        | —        | —    | —    | —      | —      | 1    | 0    |
| JFAアカデミー福島              | 2010     | チャレンジ               | 13     | 11       | 4        | 2        | 0        | —        | —        | —    | —    | —      | —      | 13   | 4    |
| JFAアカデミー福島              | 2011     | チャレンジ               | 10     | 13       | 7        | 2        | 2        | —        | —        | —    | —    | —      | —      | 15   | 9    |
| JFAアカデミー福島              | 通算     | 通算                     | 通算   | 24       | 11       | 6        | 2        | 0        | 0        | 0    | 0    | 0      | 0      | 30   | 13   |
| INAC神戸レオネッサ             | 2012     | なでしこ                 | 20     | 6        | 2        | 2        | 1        | 1        | 1        | —    | —    | 2      | 0      | 11   | 4    |
| INAC神戸レオネッサ             | 2013     | なでしこ                 | 20     | 14       | 6        | 3        | 1        | 9        | 1        | —    | —    | 2      | 0      | 28   | 8    |
| INAC神戸レオネッサ             | 2014     | なでしこ                 | 20     | 14       | 0        | 1        | 0        | —        | —        | —    | —    | —      | —      | 15   | 0    |
| INAC神戸レオネッサ             | 通算     | 通算                     | 通算   | 34       | 8        | 6        | 2        | 10       | 2        | 0    | 0    | 4      | 0      | 54   | 12   |
| ノジマステラ神奈川相模原       | 2015     | なでしこ2部              | 20     | 27       | 26       | 2        | 0        | —        | —        | —    | —    | —      | —      | 29   | 26   |
| ノジマステラ神奈川相模原       | 2016     | なでしこ2部              | 8      | 18       | 5        | 3        | 1        | 7        | 5        | —    | —    | —      | —      | 28   | 11   |
| ノジマステラ神奈川相模原       | 2017     | なでしこ1部              | 8      | 18       | 1        | 5        | 0        | 8        | 2        | —    | —    | —      | —      | 31   | 3    |
| ノジマステラ神奈川相模原       | 2018     | なでしこ1部              | 8      | 18       | 3        | 3        | 3        | 8        | 2        | —    | —    | —      | —      | 29   | 8    |
| ノジマステラ神奈川相模原       | 2019     | なでしこ1部              | 8      | 7        | 0        | 0        | 0        | 6        | 3        | -    | -    | —      | —      | 13   | 3    |
| ノジマステラ神奈川相模原       | 通算     | 通算                     | 通算   | 88       | 35       | 13       | 4        | 29       | 12       | 0    | 0    | 0      | 0      | 130  | 51   |
| スポルティング・ウエルバ       | 2019-20  | プリメーラ・ディビシオン | 18     | 13       | 1        | 1        | 0        | —        | —        | —    | —    | —      | —      | 14   | 1    |
| スポルティング・ウエルバ       | 2020-21  | プリメーラ・ディビシオン | 18     | 29       | 4        | -        | -        | —        | —        | —    | —    | —      | —      | 29   | 4    |
| スポルティング・ウエルバ       | 通算     | 通算                     | 通算   | 42       | 5        | 1        | 0        | 0        | 0        | 0    | 0    | 0      | 0      | 43   | 5    |
| ラージョ・バジェカーノ         | 2021-22  | プリメーラ・ディビシオン | 8      | 15       | 0        | 1        | 0        | —        | —        | —    | —    | —      | —      | 16   | 0    |
| 仁川現代製鉄レッドエンジェルズ | 2022     | WKリーグ                 | 25     | 7        | 1        | 5        | 0        | —        | —        | —    | —    | —      | —      | 12   | 1    |
| 仁川現代製鉄レッドエンジェルズ | 2023     | WKリーグ                 | 25     | 12       | 0        | 4        | 1        | —        | —        | —    | —    | —      | —      | 16   | 1    |
| 仁川現代製鉄レッドエンジェルズ | 2024     | WKリーグ                 | 25     | 27       | 3        | 5        | 0        | —        | —        | 3    | 1    | —      | —      | 35   | 4    |
| 仁川現代製鉄レッドエンジェルズ | 通算     | 通算                     | 通算   | 46       | 4        | 14       | 1        | 0        | 0        | 3    | 1    | 0      | 0      | 63   | 6    |
| レノファ山口FCレディース       | 2025     | 中国                     | 10     |          |          |          |          | —        | —        | —    | —    | —      | —      |      |      |
| 通算                           | 日本     | 日本                     | 1部    | 77       | 12       | 14       | 5        | 32       | 9        | 0    | 0    | 4      | 0      | 127  | 26   |
| 通算                           | 日本     | 日本                     | 2部    | 69       | 42       | 9        | 3        | 7        | 5        | 0    | 0    | 0      | 0      | 85   | 50   |
| 通算                           | 日本     | 日本                     | 4部    |          |          |          |          | 0        | 0        | 0    | 0    | 0      | 0      |      |      |
| 通算                           | 日本     | 日本                     | その他 | 0        | 0        | 2        | 0        | 0        | 0        | 0    | 0    | 0      | 0      | 2    | 0    |
| 通算                           | スペイン | スペイン                 | 1部    | 57       | 5        | 2        | 0        | 0        | 0        | 0    | 0    | 0      | 0      | 59   | 5    |
| 通算                           | 韓国     | 韓国                     | 1部    | 46       | 4        | 14       | 1        | 0        | 0        | 3    | 1    | 0      | 0      | 63   | 6    |
| 総通算                         | 総通算   | 総通算                   | 総通算 | 249      | 63       | 41       | 9        | 39       | 14       | 3    | 1    | 4      | 0      | 336  | 87   |

1. 1 2  2012日韓女子リーグチャンピオンシップ、国際女子サッカークラブ選手権2012の成績
2. 1 2  国際女子サッカークラブ選手権2013の成績
3. 1 2  2023 AFC女子クラブ選手権の成績

- 日本女子サッカーリーグ
  - 初出場 - 2010年4月4日 チャレンジリーグEAST 第1節 AC長野パルセイロ・レディース戦（南長野運動公園総合球技場）[29][30]
  - 初得点 - 2010年4月11日 チャレンジリーグEAST 第2節 清水第八プレアデス戦（広野町サッカー場）[29][31]
  - 通算100試合出場 - 2016年9月25日 2016プレナスなでしこリーグ2部 第15節 愛媛FCレディース戦（愛媛県総合運動公園球技場）[10]

- プリメーラ・ディビシオン・フェメニーナ
  - 初出場 - 2019年9月8日 第1節 アトレティコ・マドリード・フェメニーノ戦 (エスタディオ・ヌエボ・コロンビーノ)[32]
  - 初得点 - 2020年1月4日 第15節 UDテネリフェ（英語版）戦 (エスタディオ・ラ・パルメラ)[32]

### 代表
- 2013年3月6日 - 日本女子代表初出場 -  ノルウェー戦 (アルガルヴェ・カップ2013)

#### 主な出場大会
- U-17日本代表
  - 2008年 - 2008 FIFA U-17女子ワールドカップ
  - 2010年 - 2010 FIFA U-17女子ワールドカップ
- U-20日本代表
  - 2012年 - 2012 FIFA U-20女子ワールドカップ
- なでしこジャパン（日本女子代表）
  - 2013年 - アルガルヴェ・カップ2013

#### 試合数
| 日本代表 | 国際Aマッチ | 国際Aマッチ |
| 年       | 出場        | 得点        |
| -------- | ----------- | ----------- |
| 2013     | 4           | 0           |
| 通算     | 4           | 0           |

#### 出場試合
| 出場試合一覧 | 出場試合一覧  | 出場試合一覧     | 出場試合一覧                   | 出場試合一覧   | 出場試合一覧 | 出場試合一覧 | 出場試合一覧             | 出場試合一覧 |
| #            | 開催日        | 開催都市         | スタジアム                     | 対戦国         | 結果         | 監督         | 大会                     | 出典         |
| ------------ | ------------- | ---------------- | ------------------------------ | -------------- | ------------ | ------------ | ------------------------ | ------------ |
| 1.           | 2013年3月6日  | パルシャル       | ベラ・ヴィスタ市営スタジアム   | ノルウェー     | ● 0-2        | 佐々木則夫   | アルガルヴェ・カップ2013 | [ 33 ]       |
| 2.           | 2013年3月8日  | パルシャル       | ベラ・ヴィスタ市営スタジアム   | ドイツ         | ● 1-2        | 佐々木則夫   | アルガルヴェ・カップ2013 | [ 34 ]       |
| 3.           | 2013年3月13日 | ファロ ／ ローレ | エスタディオ・アルガルヴェ     | 中華人民共和国 | ○ 1-0        | 佐々木則夫   | アルガルヴェ・カップ2013 | [ 35 ]       |
| 4.           | 2013年9月22日 | 諫早             | 長崎県立総合運動公園陸上競技場 | ナイジェリア   | ○ 2-0        | 佐々木則夫   | 国際親善試合             | [ 36 ]       |

## タイトル

### クラブ
- INAC神戸レオネッサ
  - 日本女子サッカーリーグ：2回（2012年、2013年）
  - 皇后杯全日本女子サッカー選手権大会：2回（2012年、2013年）
  - なでしこリーグカップ：1回（2013年）
  - 日韓女子リーグチャンピオンシップ：1回（2012年）

- ノジマステラ神奈川相模原
  - 日本女子サッカーリーグ2部：1回（2016年)

- 仁川現代製鉄レッドエンジェルズ
  - WKリーグ: 2回 (2022、2023)

### 代表
- U-19日本代表
  - AFC U-19女子選手権：1回（2011）

### 個人
- FIFA U-20女子ワールドカップ シルバーシューズ賞：1回 (2012)

## 出演

### スポーツ番組
- SPORTS X（BS朝日）

コーナー「夢を応援!情熱アスリート」に登場
- 夢はなでしこ!〜陽子とはるな 2人の成長物語〜 （テレビ静岡　2012年12月2日）

川島はるなとともに出演
- 夢対決!とんねるずのスポーツ王は俺だ!スペシャル （テレビ朝日　2013年1月2日）

なでしこJAPANの澤穂希、川澄奈穂美と共に出演

### 雑誌その他
- 2012/12/3（月） 10:00-  三ノ宮駅南側広場にて葺合警察一日署長のお披露目イベント ：京川舞、仲田歩夢と共に制服姿で参加
- 2013/1/1（火）スポーツニッポン　：京川舞、仲田歩夢
- 2013/1/3（木）サンケイスポーツ　：京川舞、仲田歩夢
- 2013/1/10（木）Number